# 46P/Wirtanen
46P/Wirtanen és un cometa menut de període curt amb un període orbital actual de 5,4 anys. Va ser l'objectiu original d'una investigació profunda de la sonda Rosetta, planificada per l'Agència Espacial Europea, però una incapacitació per trobar-se a la finestra de llançament va dirigir a la nau Rosetta al cometa 67P/Churyumov–Gerasimenko en el seu lloc. Pertany a la família de cometes de Júpiter, els quals tenen l'afeli entre 5 i 6 ua. El seu diàmetre estimat és de 1,2 kilòmetres.

## Descobriment
46P/Wirtanen va ser descobert el 17 de gener de 1948 per l'astrònom nord-americà Carl A. Wirtanen, la placa que el contenia va ser exposada el 15 de gener durant el concurs de moviment propi estel·lar de l'observatori Lick. Degut al limitat nombre inicial d'observacions va portar més d'un any reconéixer'l com un cometa de període curt.

## Passades pel periheli
La passada pel periheli de 2013 no va ser favorable a l'assolir només magnitud 14,7. Des del 23 de gener i el 26 de setembre el cometa va tenir una elongació menor a 20º del Sol.
El 16 de desembre de 2018 el cometa passarà a 00,781 AU (1.168×1011 km; 304,000 LD) de la Terra, i assolirà una magnitud estimada d'entre 3 i 7,5, fent d'aquesta passada la més brillant de les predites, i la més brillant aproximació pels propers 20 anys. La seua magnitud podria tindre un pic de magnitud 3 al voltant del 16 de desembre quan serà la màxima aproximació al nostre planeta.
L'aproximació tan propera de 2018 combinada amb la lluentor del cometa, proporcionarà una oportunitat d'estudiar una potencial missió aeroespacial amb ell com destí, i una campanya internacional d'observacions s'ha organitzat per aprofitar tan favorables condicions.

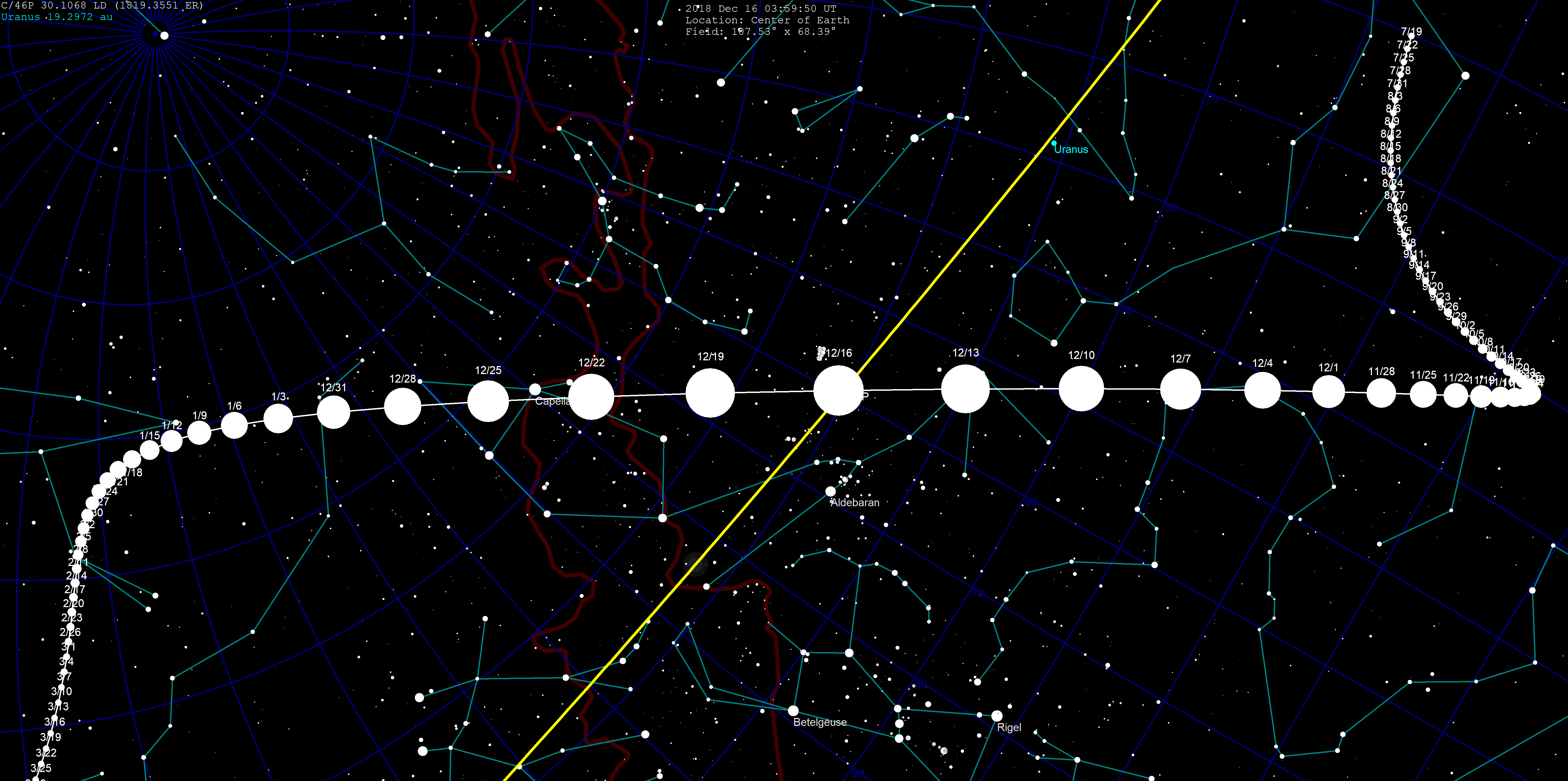
Camí pel cel de 46P al larg de 2018. La seua mida mostrada és inversament proporcional a la seua distància.
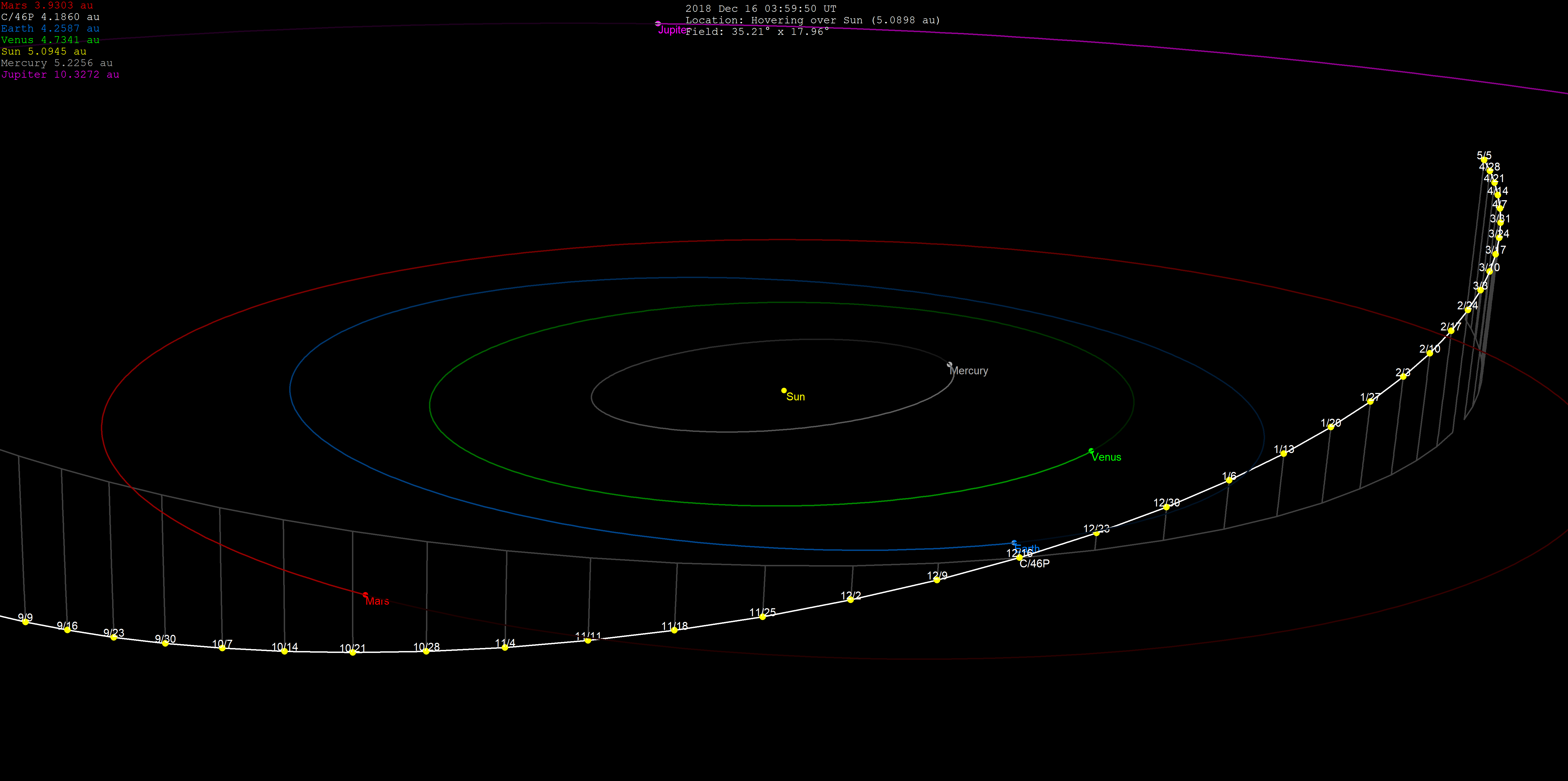
Apropament orbital de 46P al llarg de 2018, movent-se de sud cap al nord i creuant l'eclíptica a prop del punt de màxim apropament a la Terra el 16 de desembre de 2018.